# 町風佳奈
町風 佳奈（まちかぜ かな、1963年12月11日 ‐ ）は、日本の女優、声優。本名、谷本 佳永こ（たにもと かえこ）。宝塚時代の愛称カーコ（本名から）。
大阪府大阪市出身。浪花女学園出身。身長164cm。血液型B型。

## 略歴
- 1982年 - 宝塚歌劇団入団、入団時の成績は31番。星組に配属。68期生。
- 1991年 - 花組に組替え[1]。以後、舞台の脇をしめる娘役として活躍した。
- 2001年11月 - 「ミケランジェロ-神になろうとした男-/VIVA!」を最後に宝塚歌劇団退団。
- 2001年12月 -  青二プロダクションと所属契約[2][3]。
- 2002年 - 声優としての活動開始[1]。
- 2005年 - 青二プロダクションとの契約を終了。
- 2007年 - M'sワールドと所属契約[4]。
- 2008年 - M'sワールドと所属契約終了。
- 2009年 - TWICE VOICE所属。
- 現在[いつ?]は着物スタイリスト、着物着付け師

## 宝塚歌劇団時代

### 舞台
- 春の踊り
- 真矢みきディナーショー
- ブラック・ジャック 危険な賭け（ヴィクトリア女王）
- アローアローキャメロット（ペレス王妃）
- 冬の嵐、ペテルブルグに死す（ナスターシャ侯爵夫人）
- 哀しみのコルドバ（パウラ）
- 風と共に去りぬ（ミード夫人）

### テレビドラマ
- 源氏物語（2000年、NHK）弘徽殿の女御 役[2]

## 声優

### OVA
- 大YAMATO零号（ヒミコ）

### 吹き替え
海外ドラマ
- ザ・ホワイトハウス2